# 278
278 (CCLXXVIII na numeração romana) foi um ano comum do século III do Calendário Juliano, da Era de Cristo, a sua letra dominical foi F (52 semanas), teve início a uma terça-feira e terminou também a uma terça-feira.
| Ano completo                       |
| ---------------------------------- |
| Ano comum com início à terça-feira |

## Nascimentos
- Abaye, pesquisador religioso babilônico;
- Magêncio, imperador romano (m. 312);
- Sima Yu.

## Mortes
- Fu Xuan, poeta chinês;
- Xi Zheng, ministro do Reino de Shu;
- Yang Hu;
- Imperatriz Viúva Yang Hujyu.